# كيكو تاكاهاشي
كيكو تاكاهاشي (بالكانا:たかはし けいこ) هي ممثلة يابانية، ولدت في 22 يناير 1955 في اليابان.

## وصلات خارجية
- كيكو تاكاهاشي على موقع IMDb (الإنجليزية)
- كيكو تاكاهاشي على موقع ميوزك برينز (الإنجليزية)
- كيكو تاكاهاشي على موقع قاعدة بيانات الفيلم (الإنجليزية)